# 岩波昭彦
岩波 昭彦（いわなみ あきひこ、1966年〈昭和41年〉 - ）は、長野県出身の日本画家である。

## 略歴
この節の出典:
1966年（昭和41年）長野県茅野市に生まれる。父は洋画家の岩波昭雄（二紀展出品）。
高校在学中の1982年（昭和57年）5月、第35回諏訪展（諏訪美術会）に「黄色い花」初出品、初入選（以降、1997年（平成9年）まで出品）。
多摩美術大学在学中の1986年（昭和61年）8月第39回長野県美術展（信州美術会）に「絶えせぬもの」を初出品、初入選（以降1994年（平成6年）まで毎年出品）。
1989年（昭和64年）多摩美術大学絵画科日本画専攻（加山又造クラス）卒業。
1991年（平成3年）院展初入選。第33回茅野市美術展に「白布」を出品、茅野市美術協会賞を受賞。
1992年（平成4年）文化功労者で日本画家の松尾敏男に師事、無名会会員となる。同年9月、茅野市功労篤志寄付者として表彰を受ける。
1993年（平成5年）上野の森美術館大賞展佳作賞受賞。
1994年（平成6年）諏訪大社図模写に従事（神長官守矢史料館）。
1998年（平成10年）ニューヨークやパリで個展多数開催。
2001年（平成13年）アート・スチューデンツ・リーグ・オブ・ニューヨークにてエッチングを学ぶ。
2006年（平成18年）紺綬褒章を受章（同章2007年、2008年受章）。
2009年（平成21年）1月長野日報社紙上年賀状企画「ふるさとへの賀状2009」に「諏訪大社」を出品参加、以降毎年。
2009年（平成21年）5月26日から11月14日まで産経新聞夕刊フジ連載小説の佐高信著『平民宰相 原敬の覚悟』挿し絵を担当。以後、産経新聞夕刊フジ連載小説の挿し絵では、同年11月16日から2010年5月22日まで井沢元彦著『井沢元彦の再発掘/人物日本史～幕末動乱編坂本龍馬』。2010年（平成22年）5月25日から10月1日まで岳真也著『龍馬を愛した女たち』。2011年（平成23年）3月17日から11月12日まで井沢元彦著『井沢元彦の再発掘人物日本史~戦国烈女編』。同年11月15日から3月31日まで岳真也著『幕末外交官-岩瀬忠震と「開国の志士」たち-』。2012年（平成24年）4月3日から9月14日まで井沢元彦著『戦乱の日本史 井沢元彦/源平抗争録「平将門から清盛まで」』がある。
2011年（平成23年）フジテレビの月9ドラマ「幸せになろうよ」に絵画協力。同年日経BP発行の雑誌「日経おとなのOFF」9月6日発行白取春彦著『超訳孔子の言葉』の挿絵と作品が掲載される。
2012年（平成24年）97回院展で奨励賞受賞。「東美アートフェア」岩波昭彦～SCENE～開催（永善堂画廊ブース）。 「Xmas Art Festa」岩波昭彦展 ～SCENE II～開催（永善堂画廊）。
2013年（平成25年）1月4日から6月4日まで北國新聞夕刊連載小説、井沢元彦著『激闘の日本史-幕末維新編～アヘン戦争から戊辰戦争まで～』挿し絵担当｡
2014年（平成26年）諏訪大社上社に「平成・諏訪大社　三題（五部作）」を奉納。 「AKIHIKO IWANAMI WORKS 世界をかける日本画」開催（金谷美術館）。
2016年（平成28年）日本美術院特待に推挙される。
2018年 （平成30年）１月、諏訪大社平成30戊戌年、絵馬と扇絵馬の原画を手掛ける。以降毎年担当。
2022年（令和4年）4月17日から同年11月6日まで千葉県富津市の鋸山美術館にて「～いにしへ そして 現在～岩波昭彦の世界」開催された。鋸山美術館の顧問に就任。
2024年（令和6年）千葉県美術会常任理事（県展審査員）に委嘱される。
2025年（令和7年）1月22日から2月4日まで大丸京都店6階アートサロンESPACE KYOTOにて開催された「第1回blanc展」に出品（2月14日から鋸山美術館に巡回）。2月9日より鋸山美術館にて「鋸山 日本寺 開山1300年 特別展 光 たゆたふ～岩波昭彦展」開催予定。
美術記者会会員、無名会会員・筆頭幹事。

## 作品収蔵先

### 国内
- 上野の森美術館
- 外務省
- キヤノン
- 電通
- 慶應義塾大学
- 愛媛県美術館
- 愛媛大学
- 京葉銀行（千葉）
- 鋸山美術館（旧金谷美術館）[5]
- 芳林寺（埼玉）
- 滋賀県立安土城考古博物館
- 山縣有朋記念館（栃木）
- 設楽原歴史資料館（愛知）
- 原敬記念館（岩手）
- 瑞巌寺（宮城）
- 知足美術館（新潟）
- 慈雲寺（長野）
- 長野県下諏訪向陽高等学校
- 茅野市立長峰中学校
- 茅野市立永明小学校
- 諏訪市立信州風樹文庫
- 北澤美術館
- 諏訪市美術館
- 諏訪大社
- 茅野市美術館
- 長野県理容美容学園
- 長野放送
- 水野美術館

### 海外
アメリカ
- ジョージ・ワシントン大学 パーマネントコレクション（ワシントンD.C.）
- アディロンダック短期大学（クイーンズバレー、ニューヨーク）
- ニューヨーク日系人会
- 在ニューヨーク日本国総領事館

イタリア
- 在ミラノ日本総領事館（ミラノ）

スイス
- House of Winterthur（ヴィンタートゥール市、チューリッヒ）
- ロイヤルバンク・オブ・スコットランド（チューリッヒ）

オーストリア
- オーストリア国際商業会議所（ウィーン）

ドイツ
- ホテルマークグラフ（エメンディンゲン）